# Alexandr čínský
Alexandr čínský (Psittacula derbiana) je druh papouška, který se vyskytuje pouze v oblastech vlhkých, stálezelených lesů v kopcích a horách Indických států Arunáčalpradéš a Ásám, a v sousedících provinciích Číny – Tibetu, Sečuánu a Jün-nanu. Tento druh ohrožuje především kácení starých stromů, které jsou důležité pro jejich hnízdění, a pytlačení kvůli nelegálnímu obchodu s volně žijícími zvířaty. V roce 2011 se jeho stav na červeném seznamu IUCN změnil z málo dotčený na téměř ohrožený. Dospělý samec a samička jsou snadno rozlišitelní, jelikož mají jinou barvu zobáku a mírně odlišné peří.
Alexandr čínský se živí plody, bobulemi, semeny a pupeny listů, občas se pase v zahradách a na polích.

## Popis
Alexandr čínský je 45–50 cm dlouhý a projevuje se u něj pohlavní dimorfismus. Na hřbetní straně má převážně zelené peří, mezi zobákem a očima a na spodní straně lící má peří černé, korunka je modro-fialová a jeho oči světle žluté. Hrdlo, prsa, břicho a spodní strana křídel jsou šedavě modré až levandulové. Stehna a spodní strana jsou žlutavě zelené s modrým lemováním na části peří. Ocasní pera mají odstíny zelené, některé jsou lemované modře. Samci mají horní část zobáku červenou se žlutou špičkou, zatímco spodní zobáku je černá. Samice mají celý zobák černý.
Nedospělí jedinci mají tlumenější zbarvení. Mají zelenou korunku, oranžovo-červený zobák (spodní i horní část) a jejich duhovky jsou tmavé – zesvětlí teprve až dosáhnou dospělosti, tedy po dvou až třech letech.

## Rozmnožování
Rozmnožovací sezóna obvykle začíná v období mezi dubnem a červnem. Samice naklade snůšku dvou až čtyř vajec (36,1 mm × 27,7 mm) do hnízda v otvorech stromů. Mláďata se líhnou po inkubační době 23 dní a opeří se po 8 až 9 týdnech.

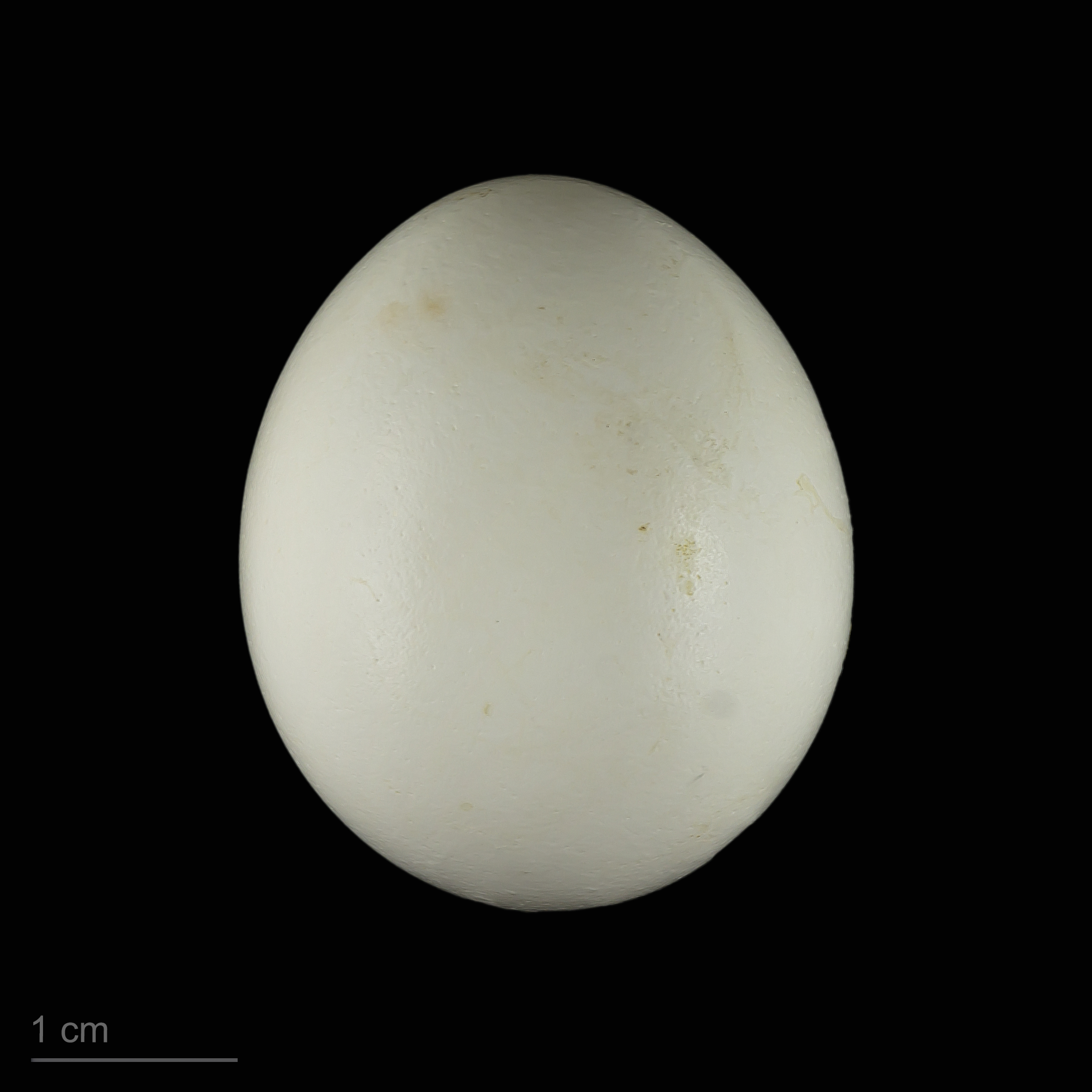
Psittacula derbiana